# 네스트 (2002년 영화)
《네스트》(Nid De Guepes, The Nest)는 프랑스에서 제작된 플로렝 에밀리오 시리 감독의 2002년 액션, 스릴러 영화이다. 사미 나세리 등이 주연으로 출연하였다. 1959년 영화 리오 브라보에 영향을 받은 1976년 영화 분노의 13번가의 유사 리메이크 작품이다.

## 출연

### 주연
- 사미 나세리
- 브누아 마지멜
- 나디아 파레스
- 파스칼 그레고리
- 사미 부아질라
- 아니시아 우제이먼
- 리하르트 자멜
- 발레리오 마스탄드레아
- 마셜 오돈
- 마틴 아믹
- 알렉상드르 하미디
- 안젤로 인판티

### 조연
- 그리고리 마누코브

## 기타
- 프로듀서: 프레데릭 도니귀앙
- 공동제작: 사미 나세리
- 배역: 올리비어 카본